# پرسونا (روان‌شناسی)
نقاب شخصیت، یا پرسونا در مکتب روان‌شناسی تحلیلی ارائه شده توسط روان‌شناس سوئیسی کارل گوستاو یونگ، عبارت است از آن چهرهٔ اجتماعی که فرد به دنیای بیرون ارائه می‌کند. به گفته یونگ: «نوعی ماسک دست‌ساز که فرد برای ایجاد نهایت تأثیرگذاری بر دیگران و همین‌طور برای پنهان کردن ماهیت حقیقی خود، از خود ابداع می‌کند». در دورهٔ رشد، توسعهٔ یک پرسونای دوام‌پذیر، بخشی اساسی برای انطباق و آماده شدن برای دوره بزرگسالی در یک دنیای بیرونی واقعی و اجتماعی است. یک «خود (Ego)» قوی، از طریق یک پرسونای انعطاف‌پذیر با دنیای بیرون ارتباط برقرار می‌کند.
پرسونا یا نقاب به تعبیر کارل یونگ، نماینده پوشش‌های بسیاری است که فرد در موقعیت‌های گوناگون و در میان گروه‌های مختلف آدم‌ها بر چهره خود می‌گذارد.